# Jörg Blöming

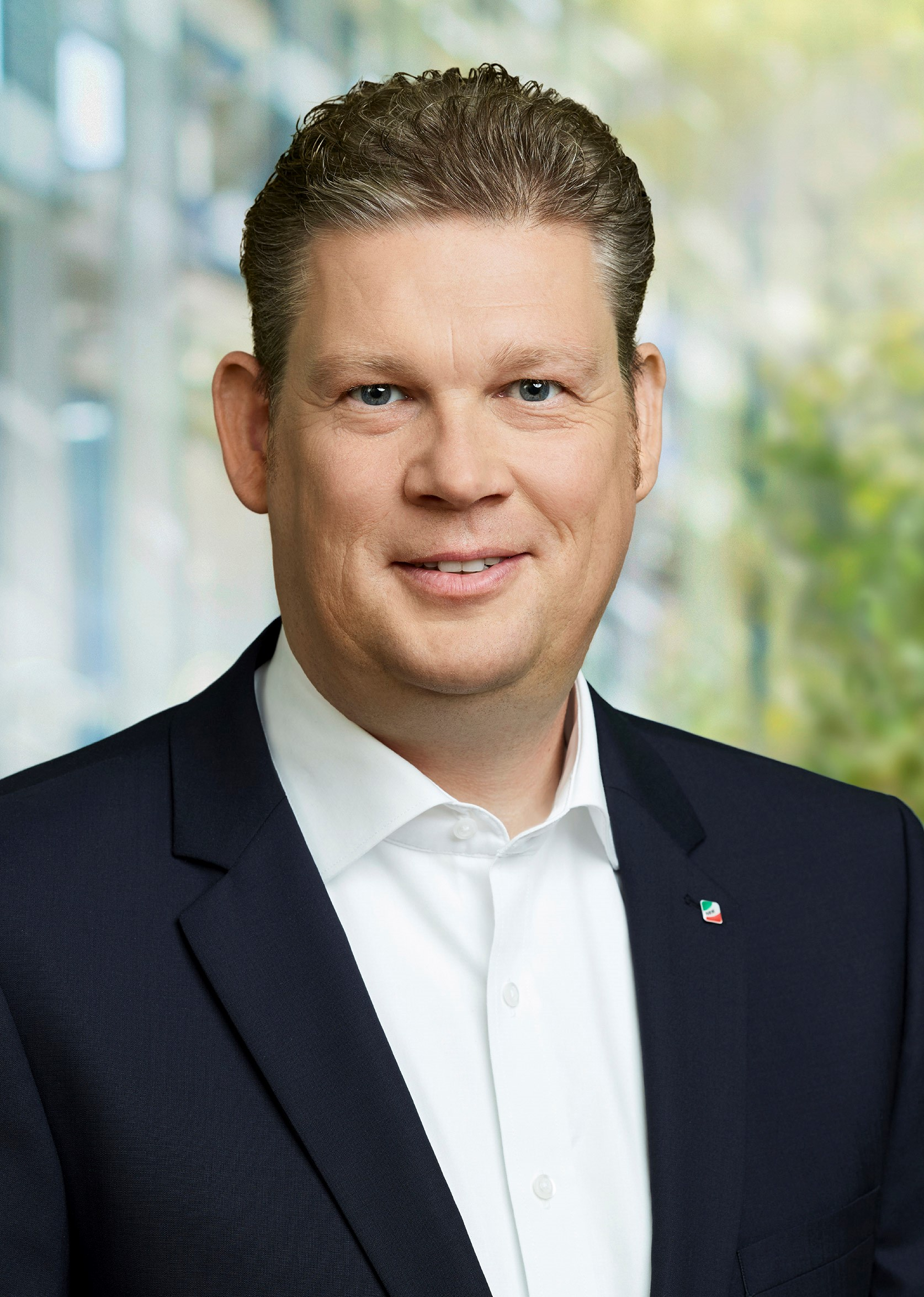
Jörg Blöming, 2019

Jörg Blöming (* 1. Januar 1972 in Lippstadt) ist ein deutscher Politiker (CDU). Er ist seit 2017 Abgeordneter im Landtag von Nordrhein-Westfalen.

## Leben
Nach dem Abitur und dem Wehrdienst absolvierte Blöming eine Ausbildung für den gehobenen nichttechnischen Verwaltungsdienst bei der Stadt Erwitte. Später folgte ein Studium der Verwaltungswirtschaft an der Fachhochschule für öffentliche Verwaltung  NRW, das er als Diplom-Verwaltungswirt (FH) abschloss. Bis zu seinem Eintritt in den Landtag 2017 war er bei der Stadtverwaltung Erwitte tätig, zuletzt als Aufgabenbereichsleiter.
Blöming wohnt in Erwitte. Er ist seit 1993 Mitglied der Gewerkschaft komba und war von 2009 bis 2014 ehrenamtlicher Richter am Jugendschöffengericht Lippstadt.

## Politik
Blöming trat 1989 in die Junge Union ein. Er war von 1992 bis 1996 Vorsitzender des JU-Stadtverbandes Erwitte und von 1996 bis 2004 Kreisgeschäftsführer der JU im Kreis Soest. Seit 1994 ist er Mitglied der CDU. Von 2005 bis 2009 war er stellvertretender Vorsitzender des CDU-Stadtverbandes Erwitte und von 2007 bis 2017 stellvertretender Pressesprecher bzw. Pressesprecher des CDU-Kreisverbandes Soest. Seit 2017 ist er stellvertretender Vorsitzender der CDU-Kreisverbandes Soest und stellvertretender Bezirksvorsitzender der CDU Südwestfalen.
Blöming wurde bei der Landtagswahl im Mai 2017 im Wahlkreis 120 (Soest II) als Direktkandidat der CDU mit 39,6 % der Erststimmen in den Landtag von Nordrhein-Westfalen gewählt. Bei der Landtagswahl 2022 verteidigte er das Direktmandat mit 40,3 % der Erststimmen. Im Landtag ist er Mitglied des Haushalts- und Finanzausschusses, des Verkehrsausschusses und des Ausschusses für Arbeit, Gesundheit und Soziales.